# Llista de monuments de Sora
Llista de monuments de Sora inclosos en l'Inventari del Patrimoni Arquitectònic Català pel municipi de Sora (Osona). Inclou els inscrits en el Registre de Béns Culturals d'Interès Nacional (BCIN) amb la classificació de monuments històrics, els Béns Culturals d'Interès Local (BCIL) de caràcter immoble i la resta de béns arquitectònics integrants del patrimoni cultural català.
| Monument                                                            | Protecció    | Estil/època                    | Localització                                                          | Coordenades                                            | Codi?         | Imatge |
| ------------------------------------------------------------------- | ------------ | ------------------------------ | --------------------------------------------------------------------- | ------------------------------------------------------ | ------------- | --- |
| Castell de Duocastella, o Castell de Rocafiguera                    | BCIN 1577-MH |                                | Sora Finca de Rocafiguera, al nord-est del terme                      | 42° 07′ 26″ N, 2° 09′ 29″ E / 42.1240028°N,2.1580806°E | RI-51-0005720 | Carregueu una nova foto d'aquest monument                                                                               |
| Casaramona                                                          |              | Obra popular XIX               | Sora Ctra. Sant Quirze Besora - Sant Agustí de Lluçanès, km 4 a 800 m | 42° 05′ 56″ N, 2° 10′ 19″ E / 42.098778°N,2.171959°E   | IPA-24072     | Carregueu una nova foto d'aquest monument                                                                               |
| Can Coromines                                                       |              | Obra popular XVIII, XX         | Sora                                                                  | 42° 06′ 37″ N, 2° 09′ 36″ E / 42.110270°N,2.160123°E   | IPA-24073     | Carregueu una nova foto d'aquest monument                                                                               |
| Església parroquial de Sant Pere                                    | BCIL 2010    | Neoclassicisme XVII-XVIII, XIX | Sora Raval de Sora                                                    | 42° 06′ 45″ N, 2° 09′ 39″ E / 42.112565°N,2.160851°E   | IPA-24074     | Església parroquial de Sant Pere (Sora) · Vegeu més fotos d'aquest monument · Carregueu una nova foto d'aquest monument |
| Molí de Sora                                                        |              | Obra popular XIX               | Sora A la ribera dreta de la riera de Sora                            | 42° 06′ 32″ N, 2° 09′ 11″ E / 42.108885°N,2.153040°E   | IPA-24075     | Carregueu una nova foto d'aquest monument                                                                               |
| El Güell                                                            |              | Obra popular XIX               | Sora A 400 m del raval, direcció sud-est                              | 42° 06′ 29″ N, 2° 09′ 45″ E / 42.107917°N,2.162539°E   | IPA-24076     | Carregueu una nova foto d'aquest monument                                                                               |
| Cal Flaquer                                                         |              | Obra popular XVII              | Sora Al raval de Sora                                                 | 42° 06′ 43″ N, 2° 09′ 36″ E / 42.111943°N,2.159882°E   | IPA-24077     | Carregueu una nova foto d'aquest monument                                                                               |
| El Prat de ses Codines                                              |              | Obra popular XVIII             | Sora Ctra. de Sora, km 1,5                                            | 42° 07′ 15″ N, 2° 11′ 31″ E / 42.120934°N,2.191861°E   | IPA-24078     | Carregueu una nova foto d'aquest monument                                                                               |
| El Boixader                                                         |              | Obra popular XVIII             | Sora A 3 km del raval direcció nord-oest                              | 42° 07′ 36″ N, 2° 09′ 08″ E / 42.126564°N,2.152094°E   | IPA-24079     | Carregueu una nova foto d'aquest monument                                                                               |
| El Camps                                                            |              | Obra popular XVIII             | Sora A 2 km de la ctra. de Sora                                       | 42° 07′ 20″ N, 2° 11′ 09″ E / 42.122094°N,2.185846°E   | IPA-24080     | Carregueu una nova foto d'aquest monument                                                                               |
| Rocafiguera                                                         |              | Obra popular, gòtic XVII-XVIII | Sora A 3 km del raval direcció nord-oest                              | 42° 07′ 33″ N, 2° 08′ 56″ E / 42.125754°N,2.148766°E   | IPA-24081     | Carregueu una nova foto d'aquest monument                                                                               |
| Sant Joan                                                           |              | Obra popular XVII              | Sora                                                                  | 42° 07′ 13″ N, 2° 10′ 45″ E / 42.120346°N,2.179103°E   | IPA-24082     | Carregueu una nova foto d'aquest monument                                                                               |
| La Sala                                                             |              | Obra popular XVIII             | Sora A 500 m del raval direcció sud                                   | 42° 06′ 23″ N, 2° 08′ 51″ E / 42.106312°N,2.147582°E   | IPA-24083     | Carregueu una nova foto d'aquest monument                                                                               |
| Les Cases                                                           |              | Obra popular XVII              | Sora A 800 m del raval direcció sud-est                               | 42° 06′ 15″ N, 2° 09′ 21″ E / 42.104195°N,2.155734°E   | IPA-24084     | Carregueu una nova foto d'aquest monument                                                                               |
| Tarradelles de Dalt i Tarradelles de Baix, o d'Amunt i de Baix      |              | Obra popular XVIII             | Sora A 1200 m del raval direcció ponent                               | 42° 06′ 45″ N, 2° 08′ 47″ E / 42.112553°N,2.146302°E   | IPA-24085     | Carregueu una nova foto d'aquest monument                                                                               |
| L'Hostal                                                            |              | Obra popular XVII              | Sora Primera casa del poble a l'esquerra                              | 42° 06′ 38″ N, 2° 09′ 36″ E / 42.110636°N,2.159993°E   | IPA-24086     | Carregueu una nova foto d'aquest monument                                                                               |
| Cal Ferrer                                                          |              | Obra popular                   | Sora                                                                  | 42° 06′ 41″ N, 2° 09′ 35″ E / 42.111359°N,2.159699°E   | IPA-24087     | Carregueu una nova foto d'aquest monument                                                                               |
| Can Cruet                                                           |              | Obra popular XVIII             | Sora                                                                  | 42° 06′ 45″ N, 2° 09′ 39″ E / 42.112417°N,2.160907°E   | IPA-24088     | Carregueu una nova foto d'aquest monument                                                                               |
| La Plaça                                                            |              | Obra popular XVII              | Sora Última casa del nucli urbà de Sora                               | 42° 06′ 49″ N, 2° 09′ 36″ E / 42.113643°N,2.160133°E   | IPA-24089     | Carregueu una nova foto d'aquest monument                                                                               |
| Mas d'Amunt                                                         |              | Obra popular XVIII Mitjan      | Sora                                                                  | 42° 06′ 56″ N, 2° 08′ 16″ E / 42.115596°N,2.137786°E   | IPA-24090     | Carregueu una nova foto d'aquest monument                                                                               |
| Cal Traginer                                                        |              | Obra popular XVII              | Sora Camí del Mas d'Amunt                                             | 42° 06′ 35″ N, 2° 08′ 51″ E / 42.109623°N,2.147486°E   | IPA-24092     | Carregueu una nova foto d'aquest monument                                                                               |
| Cal Riera                                                           |              | Obra popular XVII              | Sora Camí del Mas d'Amunt                                             | 42° 06′ 35″ N, 2° 08′ 53″ E / 42.109598°N,2.148030°E   | IPA-24093     | Carregueu una nova foto d'aquest monument                                                                               |
| Coromines                                                           |              | Obra popular                   | Sora Ctra. de Sora, sobre el torrent de Coromines                     | 42° 06′ 43″ N, 2° 10′ 17″ E / 42.112008°N,2.171289°E   | IPA-24094     | Carregueu una nova foto d'aquest monument                                                                               |
| Capella de Sant Joan                                                |              | Romànic XII                    | Sora El Noguer                                                        | 42° 07′ 12″ N, 2° 10′ 45″ E / 42.120045°N,2.179258°E   | IPA-24095     | Carregueu una nova foto d'aquest monument                                                                               |
| Vilademunt                                                          |              | Obra popular XVII              | Sora                                                                  | 42° 07′ 20″ N, 2° 09′ 49″ E / 42.122148°N,2.163670°E   | IPA-24096     | Carregueu una nova foto d'aquest monument                                                                               |
| Viladevall                                                          |              | Obra popular XVII              | Sora                                                                  | 42° 07′ 18″ N, 2° 09′ 49″ E / 42.121679°N,2.163549°E   | IPA-24098     | Carregueu una nova foto d'aquest monument                                                                               |
| Capella de la Mare de Déu de l'Assumpció, Capella de Santa Filomena |              | Obra popular                   | Sora                                                                  |                                                        | IPA-24099     | Carregueu una nova foto d'aquest monument                                                                               |
| La Posa                                                             |              | Obra popular XVIII             | Sora                                                                  | 42° 07′ 13″ N, 2° 10′ 15″ E / 42.120151°N,2.170773°E   | IPA-24100     | Carregueu una nova foto d'aquest monument                                                                               |
| La Vinyola                                                          |              | Obra popular XIX               | Sora                                                                  | 42° 06′ 47″ N, 2° 09′ 07″ E / 42.113038°N,2.152008°E   | IPA-24101     | Carregueu una nova foto d'aquest monument                                                                               |
| La Talaia                                                           |              | Obra popular XIX               | Sora Sobre el poble, camí de Vinyola                                  | 42° 06′ 34″ N, 2° 09′ 30″ E / 42.109341°N,2.158356°E   | IPA-24102     | Carregueu una nova foto d'aquest monument                                                                               |
| Capella de Sant Pere al Puig                                        |              | Romànic, barroc XII, XVII      | Sora                                                                  | 42° 06′ 05″ N, 2° 11′ 42″ E / 42.10129°N,2.19487°E     | IPA-24103     | Carregueu una nova foto d'aquest monument                                                                               |
| Mas Sant Pere al Puig                                               |              | Obra popular XVII              | Sora                                                                  | 42° 05′ 47″ N, 2° 11′ 14″ E / 42.096492°N,2.187328°E   | IPA-24104     | Carregueu una nova foto d'aquest monument                                                                               |
| Sant Pere al Pla                                                    |              | Obra popular XIX               | Sora                                                                  | 42° 05′ 37″ N, 2° 12′ 11″ E / 42.093579°N,2.203140°E   | IPA-24105     | Carregueu una nova foto d'aquest monument                                                                               |
| Solallong                                                           |              | Obra popular XVII              | Sora                                                                  | 42° 05′ 24″ N, 2° 11′ 46″ E / 42.090090°N,2.196116°E   | IPA-24106     | Carregueu una nova foto d'aquest monument                                                                               |
| Angelats                                                            |              | Obra popular XVII              | Sora                                                                  | 42° 06′ 49″ N, 2° 10′ 59″ E / 42.113590°N,2.183015°E   | IPA-24107     | Carregueu una nova foto d'aquest monument                                                                               |
| Passabant                                                           |              | Obra popular XIX               | Sora Camí de Can Coll a Angelats                                      | 42° 06′ 29″ N, 2° 10′ 56″ E / 42.108050°N,2.182234°E   | IPA-24108     | Carregueu una nova foto d'aquest monument                                                                               |
| Pla Morell                                                          |              | Obra popular XIX               | Sora Camí de Can Coll a Angelats                                      | 42° 06′ 18″ N, 2° 10′ 42″ E / 42.104927°N,2.178452°E   | IPA-24109     | Carregueu una nova foto d'aquest monument                                                                               |
| Can Coll                                                            |              | Obra popular XIX               | Sora                                                                  | 42° 06′ 11″ N, 2° 10′ 20″ E / 42.103081°N,2.172256°E   | IPA-24110     | Carregueu una nova foto d'aquest monument                                                                               |
| Can Bussoms                                                         |              | Obra popular XVII              | Sora                                                                  | 42° 05′ 42″ N, 2° 09′ 50″ E / 42.095094°N,2.163847°E   | IPA-24111     | Carregueu una nova foto d'aquest monument                                                                               |
| La Mata                                                             |              | Obra popular XVII              | Sora                                                                  | 42° 05′ 41″ N, 2° 09′ 55″ E / 42.094807°N,2.165181°E   | IPA-24112     | Carregueu una nova foto d'aquest monument                                                                               |
| Portell Estret                                                      |              | Obra popular XIX               | Sora                                                                  | 42° 05′ 11″ N, 2° 10′ 12″ E / 42.086412°N,2.170085°E   | IPA-24113     | Carregueu una nova foto d'aquest monument                                                                               |
| Cal Bernardí                                                        |              | Obra popular XIX               | Sora                                                                  | 42° 05′ 26″ N, 2° 09′ 31″ E / 42.090459°N,2.158648°E   | IPA-24114     | Carregueu una nova foto d'aquest monument                                                                               |
| Cal Mateu                                                           |              | Obra popular XVII              | Sora                                                                  | 42° 05′ 13″ N, 2° 09′ 14″ E / 42.087037°N,2.153826°E   | IPA-24115     | Carregueu una nova foto d'aquest monument                                                                               |
| Cal Jan                                                             |              | Obra popular XVII              | Sora                                                                  | 42° 05′ 15″ N, 2° 09′ 20″ E / 42.087454°N,2.155435°E   | IPA-24116     | Carregueu una nova foto d'aquest monument                                                                               |
| L'Espadaler                                                         |              | Obra popular XVII              | Sora Vall de Cussoms                                                  | 42° 05′ 52″ N, 2° 11′ 55″ E / 42.097746°N,2.198538°E   | IPA-24118     | Carregueu una nova foto d'aquest monument                                                                               |
| Cal Met                                                             |              | Obra popular XIX               | Sora Camí de Can Juandó                                               | 42° 06′ 18″ N, 2° 11′ 43″ E / 42.105119°N,2.195388°E   | IPA-24119     | Carregueu una nova foto d'aquest monument                                                                               |
| El Puig                                                             |              | Obra popular XVII              | Sora Camí de Can Juandó                                               | 42° 06′ 04″ N, 2° 11′ 41″ E / 42.101236°N,2.194675°E   | IPA-24120     | Carregueu una nova foto d'aquest monument                                                                               |
| Can Juandó                                                          |              | Obra popular XV, XVIII         | Sora Camí de Can Juandó, Vall de Cussoms                              | 42° 06′ 21″ N, 2° 11′ 43″ E / 42.105904°N,2.195324°E   | IPA-24121     | Carregueu una nova foto d'aquest monument                                                                               |
| El Casal                                                            |              | Obra popular XIX               | Sora Camí de Ginestet, Serradet                                       | 42° 06′ 04″ N, 2° 12′ 04″ E / 42.101240°N,2.200988°E   | IPA-24123     | Carregueu una nova foto d'aquest monument                                                                               |
| El Francàs                                                          |              | Obra popular XX                | Sora Les Codines                                                      | 42° 06′ 39″ N, 2° 12′ 14″ E / 42.11078°N,2.20392°E     | IPA-24126     | Carregueu una nova foto d'aquest monument                                                                               |
| Molí de Cussons                                                     |              | Obra popular XVII-XVIII        | Sora                                                                  |                                                        | IPA-40861     | Carregueu una nova foto d'aquest monument                                                                               |

El Pont de les Codines està entre Sora i Montesquiu. Vegeu la Llista de monuments d'Osona#Montesquiu.